# نسا کری
نسا کری زیست‌شناس انگلیسی است که در زمینه زیست‌شناسی مولکولی و بیوتکنولوژی کار می‌کند. او مدیر بین‌المللی سازمان انتقال فناوری PraxisUnico و استاد بازدید کننده در کالج امپریال لندن است.
وی با داشتن تخصص در زمینه اپی ژنتیک و انتقال فناوری، حرکت دانشمندان بین فرهنگستان و صنعت را ارتقا می‌بخشد و اغلب به دانش آموزان مدرسه و دانشمندان حرفه ای می‌پردازد. کری برای مخاطبان عام علمی علاقه‌مند کتاب و مقاله می‌نویسد. او نویسنده کتابهای اپی ژنتیک انقلاب و Junk DNA: A Journey Through the Dark Dark of Genome که پیشرفتهای در زمینه اپی ژنتیک و پیامدهای آنها در پزشکی را کشف می‌کند.

## تحصیلات و شغل
کری در مدارس دولتی تحصیل کرد. او ابتدا برای تحصیل در رشته دامپزشکی در دانشگاه ادینبورگ شرکت کرد. وی با داشتن استعداد محدود برای این دوره و واکنش بد به خز حیوانات، مطالعات دامپزشکی را ترک کرد.